# Lotte Chilsung
Lotte Chilsung é uma companhia de bebidas sul coreana subsidiaria do Lotte Group.

## História
Foi estabelecida em 1950, em Seul

## Produtos

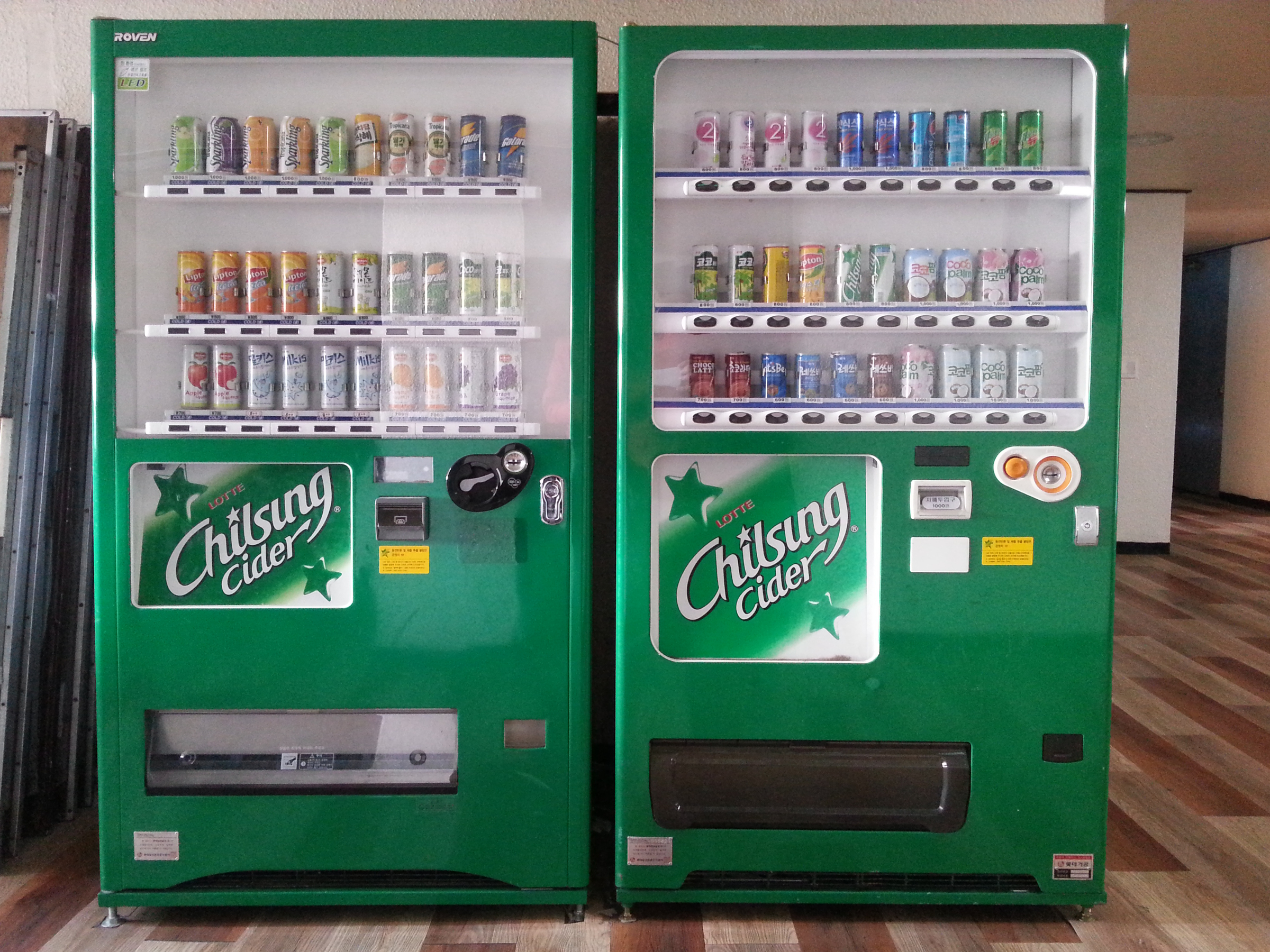
Maquinas de bebidas da Chilsung Cider

- Bebidas carbonatadas
- Sucos
- Cafés
- Chá
- Licores